# Mauro Dorato
Mauro Dorato (Roma, 24 gennaio 1960) è un filosofo della scienza italiano.
Professore all'Università di Roma Tre, è noto soprattutto per i suoi studi sulla filosofia dello spazio e del tempo.

## Biografia
Si è laureato in Filosofia (1982) e in Matematica (1993) all’Università degli Studi di Roma "La Sapienza" e ha conseguito un dottorato di ricerca alla Johns Hopkins University di Baltimora nel 1992. Borsista post-doc all’Università di Padova dal 1996 al 1997, è stato professore associato in Filosofia della Scienza all’Università degli Studi Roma Tre dal 1998 al 2002 e professore ordinario nella stessa università dal 2002. È stato visiting professor presso la Università di Sydney, la University of Pittsburgh, l'Università di Bielefeld e al Max Planck Institut per la storia della scienza. 
Dal 2011 al 2014 è stato presidente della SILFS (Società Italiana di Logica e Filosofia della Scienza). Dal 2013 al 2017 è stato cofondatore e poi condirettore con Carl Hoefer della rivista European Journal for Philosopher of Science. È membro della Academia Europae e della Academie Internationale des Philosophie des Sciences. È nel comitato editoriale di varie riviste scientifiche e filosofiche nazionali e internazionali.
La sua ricerca si incentra su temi che riguardano la Filosofia della scienza, la Filosofia della Fisica,
 il problema del libero arbitrio e, più recentemente, il rapporto tra scienza e democrazia. Nell’ambito della Filosofia della scienza si è occupato del problema delle leggi di natura e dell’applicabilità della matematica al mondo fisico, criticando la tesi che le leggi di natura siano meramente un modo per comprimere algoritmicamente dati quantitativi raccolti nella misurazione.
Nell’ambito della Filosofia della Fisica si è occupato in particolare della filosofia dello spazio e del tempo e del divenire temporale alla luce delle teorie spaziotemporali. Nel primo ambito ha difeso una posizione strutturalista sulla natura dello spazio-tempo, sostenendo che i punti dello spazio metrico sono individuati delle relazioni con gli altri punti. Nel secondo ambito, dopo un iniziale interesse per le teorie ramificate del tempo definibili in logiche temporali, ha sostenuto che sia nella relatività ristretta sia nella relatività generale è possibile definire una nozione puramente locale di divenire in termini di eventi che si succedono nel tempo in modo asincrono, lungo diverse linee di universo. Per difendere la realtà del divenire da un punto di vista fisico, in recenti lavori - anche in collaborazione con lo psicologo del tempo Marc Wittmann - si è occupato della percezione soggettiva del momento presente e delle ragioni per cui il presente appare esteso nel senso comune. 
Un altro ambito di ricerca in filosofia della fisica è incentrato sui rapporti tra la meccanica quantistica e le sue interpretazioni. Ha sostenuto la tesi che l’ontologia fondamentale della fisica contemporanea sia costituita da eventi, e ha utilizzato l’interpretazione relazionale di Carlo Rovelli, in base alla quale il mondo si può descrivere solo da un particolare sistema fisico, per criticare le concezioni monistiche dell’universo fisico.
Ultimamente si è occupato del problema dei rapporti tra la competenza dell’esperto e l’autonomia del cittadino, e sull’importanza di una informazione scientifica diffusa per il buon funzionamento di una democrazia.

## Opere principali
- Modalità e temporalità - Un raffronto tra le logiche modali e le logiche temporali, Il Bagatto, Roma 1994.
- Time and Reality - Spacetime physics and the objectivity of temporal becoming, CLUEB, Bologna 1995.
- Futuro aperto e libertà - Un’introduzione alla filosofia del tempo, Laterza, Roma/Bari 1997.
- La relatività speciale, in Giovanni Boniolo (a cura di), Filosofia della Fisica, Bruno Mondadori, Milano 1997, pp. 35–78.
- Fisica e geometria, in Giovanni Boniolo (a cura di), Filosofia della Fisica, Bruno Mondadori, Milano 1997, pp. 140–162.
- Il software dell’universo - Saggio sulle leggi di natura, Bruno Mondadori, Milano 2000.
- The Software of the Universe - An Introduction to the History and Philosophy of the Laws of Nature, Ashgate, 2005.
- La filosofia dello spazio e del tempo, in V. Allori, M. Dorato, F. Laudisa, N. Zanghì, La nature delle cose - Introduzione ai fondamenti e alla filosofia della fisica, Carocci editore, Roma 2005, pp. 15–137.
- M. Suarez, M. Dorato, M. Redei (a cura di), EPSA Epistemology and Methodology of Science - Proceedings of the first conference of the European Philosophy of Science Association, vol.1, Springer, Dordrecht 2010.
- M. Suarez, M. Dorato, M. Redei (a cura di), EPSA Epistemology and Methodology of Science - Proceedings of the first conference of the European Philosophy of Science Association, vol.2, Springer, Dordrecht 2010.
- Che cos’è il tempo? - Einstein, Gödel e l’esperienza comune, Carocci editore, Roma 2013.
- Cosa c’entra l’anima con gli atomi? - Introduzione alla filosofia della scienza, Laterza, Bari/Roma 2017².
- Disinformazione scientifica e democrazia - La competenza dell’esperto e l’autonomia del cittadino, Raffaello Cortina editore, Milano 2019.
- Il tempo - Cosa accade quando non accade nulla, Carocci editore, Roma 2024.